# 449. п. н. е.

## Догађаји
- Завршени Грчко-персијски ратови